# Haus Im Felsengrund

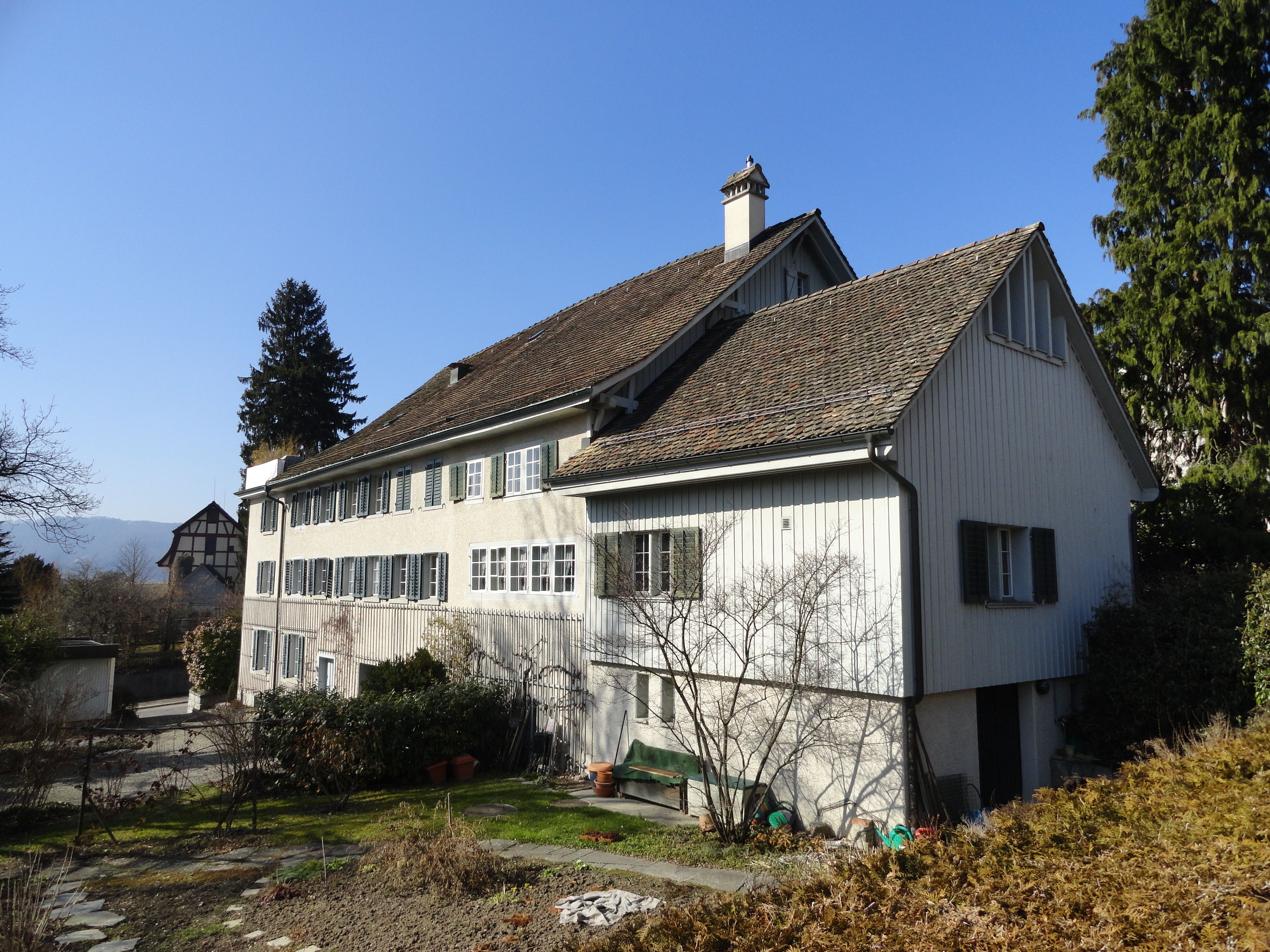
Südseite

Das Haus Im Felsengrund steht in Zollikon bei Zürich an der Oberdorfstrasse 12/14. Es wurde 1528 von Weinbauern erbaut und gehört damit zu den ältesten Häusern des Dorfes. Das Doppelwohnhaus ist im Inventar der kunst- und kulturhistorischen Schutzobjekte von kommunaler Bedeutung aufgeführt. Der Name stammt vom Molasse-Felskopf, auf den das Haus gebaut wurde.

## Bau

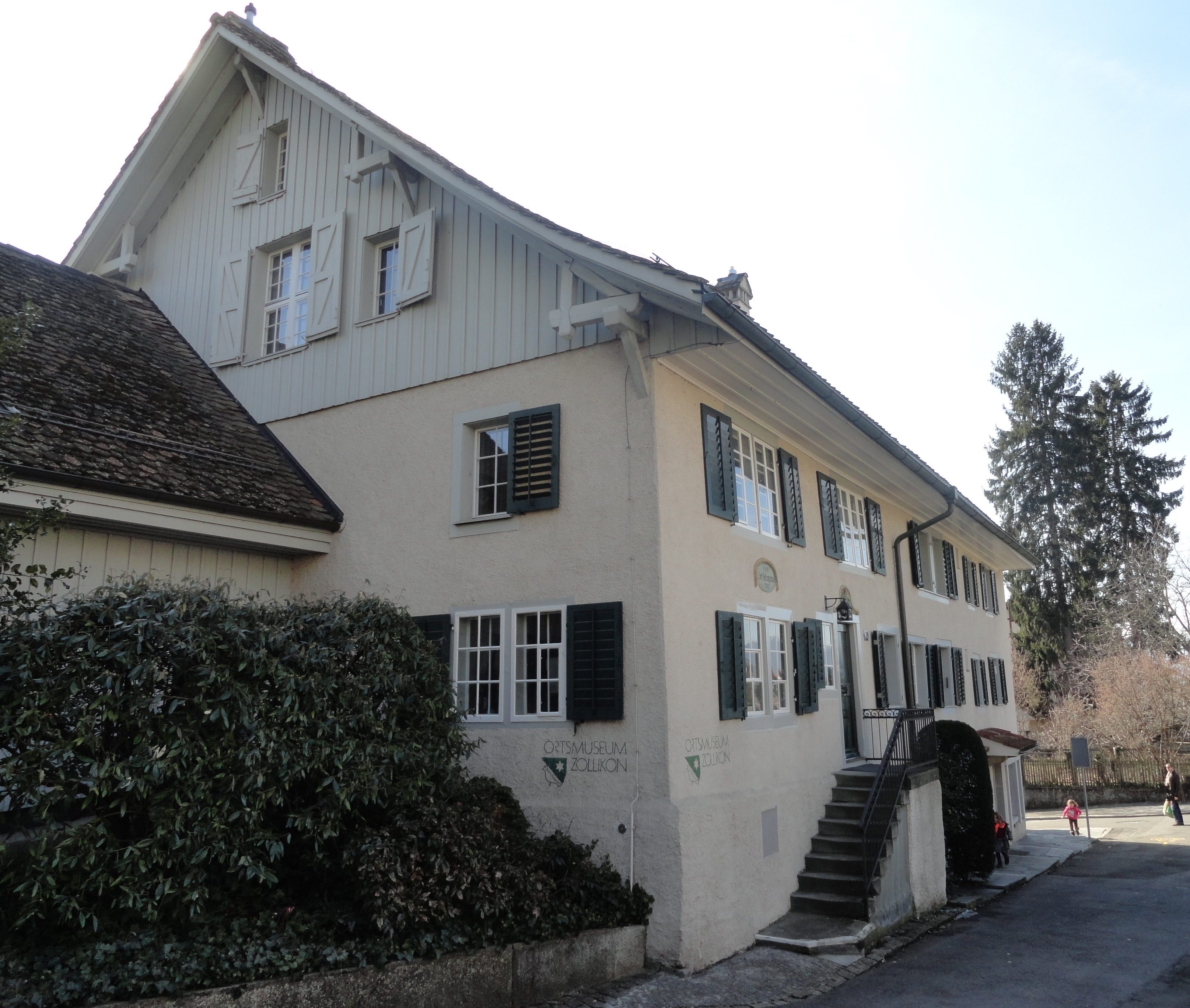
Nordseite

Wie eine dendrochronologische Untersuchung aus dem Jahr 1990 zeigt, wurde das Bauholz in den Winterhalbjahren 1526/1527 und 1527/1528 im Zolliker Wald gefällt. Das Haus wurde 1528 erbaut und trug zuerst ein offenes Krüppelwalmdach, wie es damals bis zum 16. Jahrhundert am unteren Zürichsee verbreitet war. Um die Mitte des 17. Jahrhunderts wurde es zum Riegelhaus umgebaut. Dabei erhielt es ein steiler gestelltes, geknicktes Satteldach und einen gemauerten Rauchabzug. Weil die Bewohner des oberen Hausteils einfache Handwerker waren, die sich keine grösseren baulichen Veränderungen leisten konnten, blieb die bäuerliche Ausstattung weitgehend erhalten.
Der untere Hausteil hingegen und der Ökonomietrakt in der Mitte, in dem eine Trotte gestanden hatte, wurden seit dem 19. Jahrhundert mehrere Male umgestaltet, wodurch der Charakter des einstigen Weinbauernhauses verlorenging. 1843 wurden eine Bäckerei und später eine Spenglerei eingerichtet. Darüber entstand eine weitere Wohnung, und das Riegelwerk wurde durch eine massive Mauer ersetzt. Der grosse Baumgarten, der sich nach Süden auf einer Fläche von einer Hektare bis an den Fuss des Buchholzhügels erstreckte, fiel 1932 dem Bau der Bergstrasse zum Opfer.
An der Wand des Hauses ist die älteste Version des Zolliker Wappens abgebildet, in dem anstelle des roten Balkens ein Vogel steht.

## Geschichte

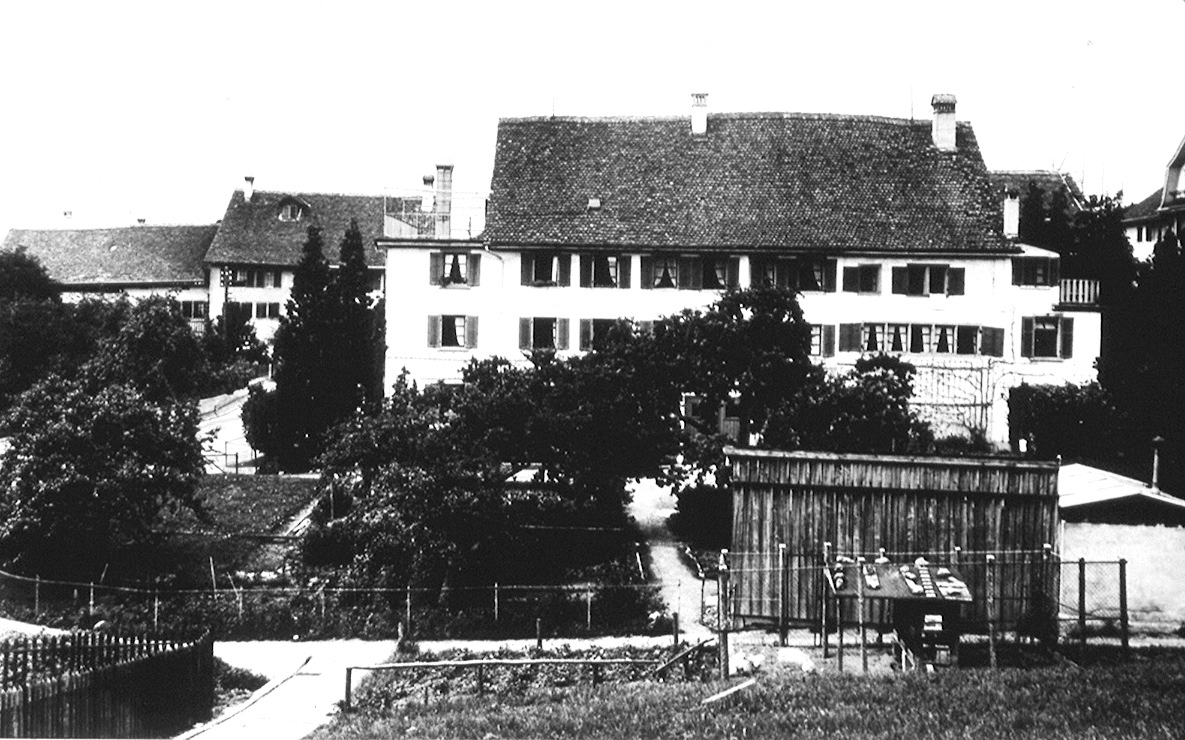
Südseite um 1910, vor dem Bau der Bergstrasse

Das Haus «Im Felsengrund» gehört zu den 71 Zolliker Häusern, deren Geschichten dank dem sogenannten «Schwendenhaurodel» bis 1547 zurückverfolgt werden können. Damals hatten 71 Zolliker Hausbesitzer das Landstück «Schwendenhau»  nördlich der Forchstrasse gekauft, das seinen Namen vom früheren Zürcher Bürgermeister Konrad Schwend hatte.
Erbaut wurde das Haus vermutlich von einem Vertreter der seit 1519 im benachbarten Hinterdorf wohnhaften Familie Falk. Nach drei Generationen Falk kam das Haus 1610 in den Besitz von Melchior Bleuler, Schreiber des Küsnachter Obervogts in Zollikon. Bleulers Erben verkauften 1704 das Gut an Hans Konrad Leemann von Hirslanden. 1787 verkaufte Leemann Haus und Hof an seinen Schwiegersohn Johannes Kienast, und für die folgenden 130 Jahre blieb es im Besitz verschiedener Vertreter der Zolliker Familie Kienast.
1828 erwarb der Bezirksrichter und spätere Gemeindepräsident Heinrich Hotz die bergseits gelegene Scheune und den Baumgarten. Er erstellte 1843 anstelle der Scheune einen Neubau, in dem von 1873 bis 1900 die erste Sekundarschule Zollikons untergebracht war (heute Oberdorfstrasse 16). Auch dieses Haus heisst «Felsengrund».
1917 wurde das Haus vom Maler Fritz Boscovits (1871–1965) erworben, der es bis zu seinem Tod bewohnte. Boscovits brachte auf der Nordseite das Kienast-Wappen und die Inschrift «1517–1917» an, die jedoch keine historische Relevanz besitzt.
Anschliessend kam das Haus in den Besitz der Gemeinde Zollikon. Seit Juni 1990 ist das Ortsmuseum darin untergebracht.

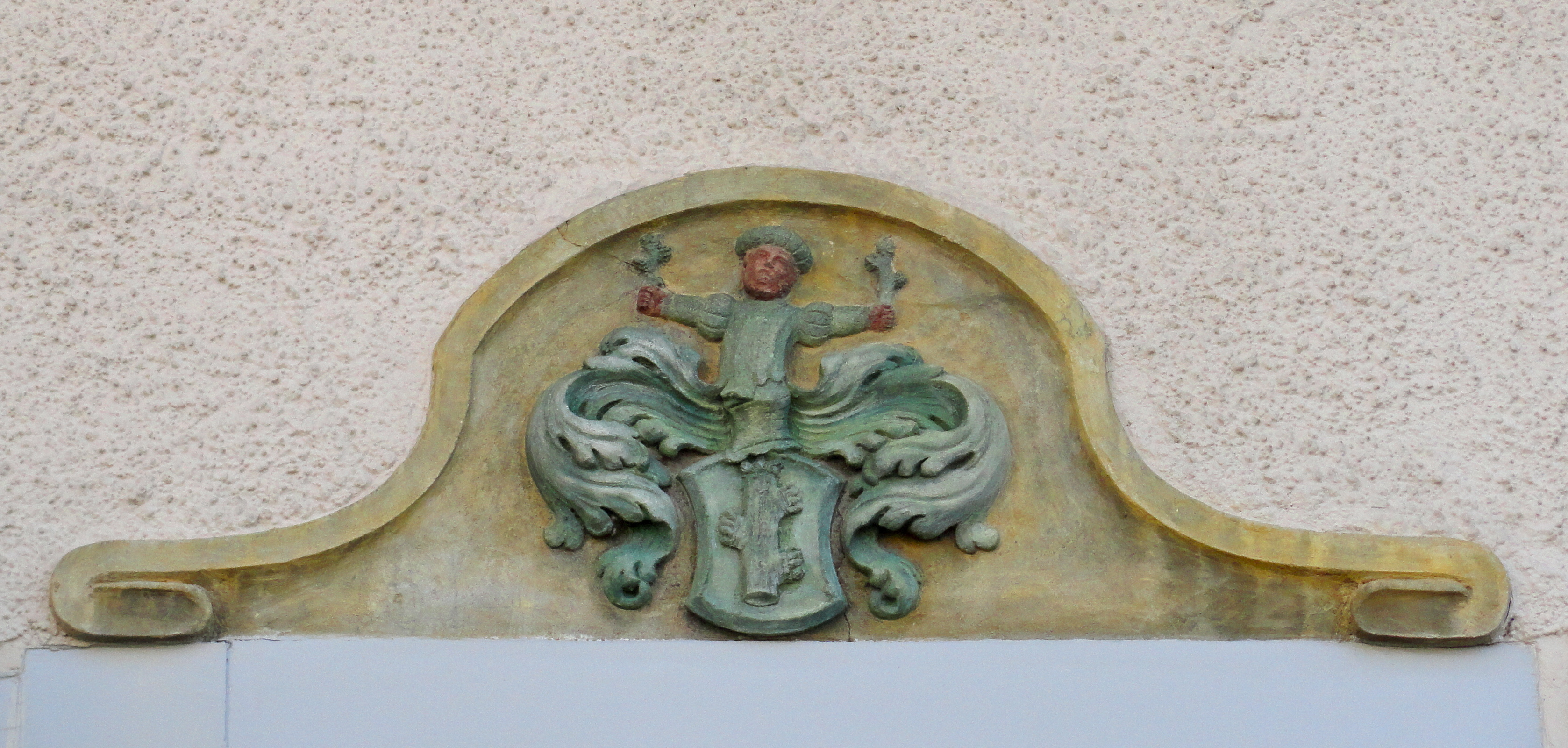
Wappen Familie Kienast
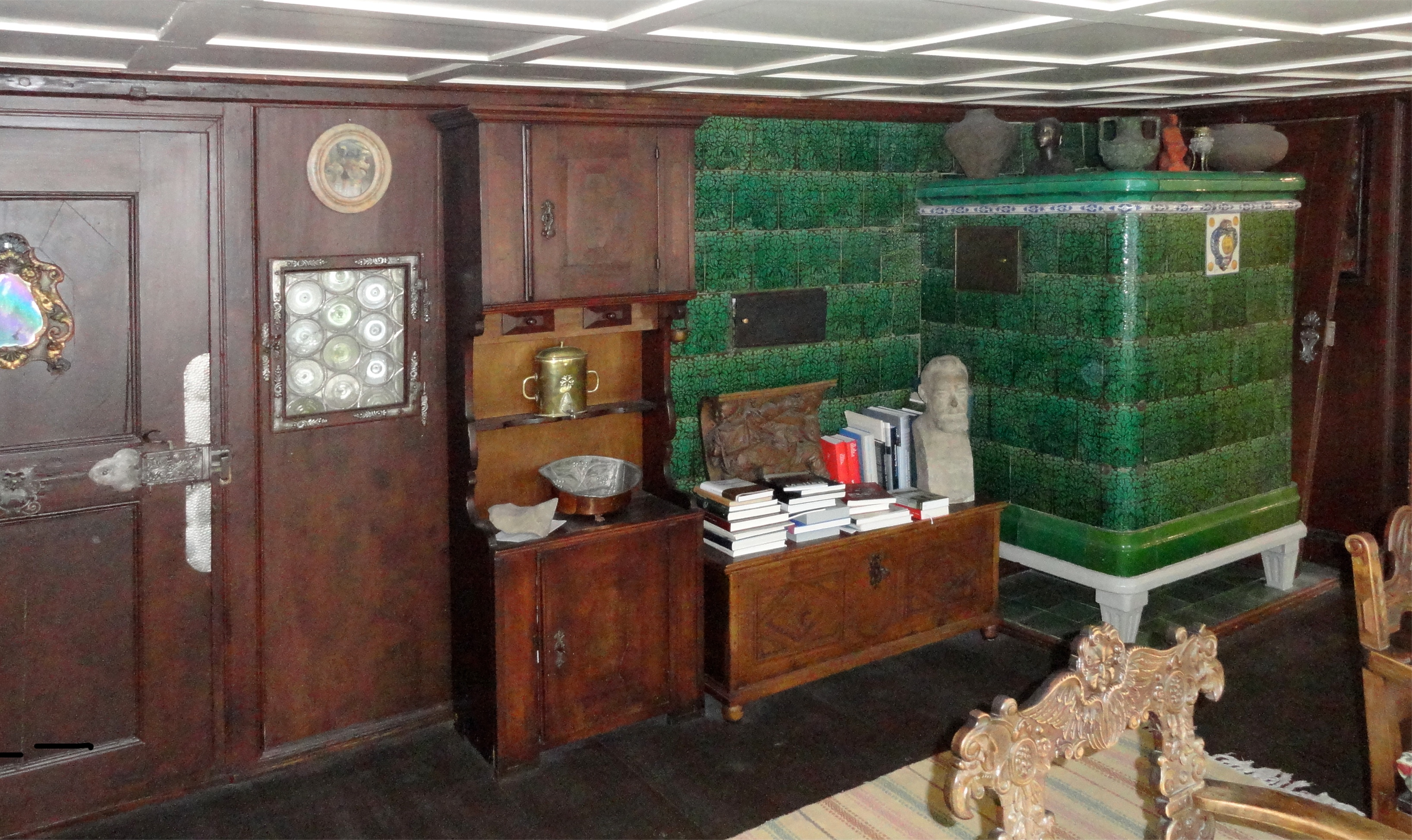
Boscovits-Stube
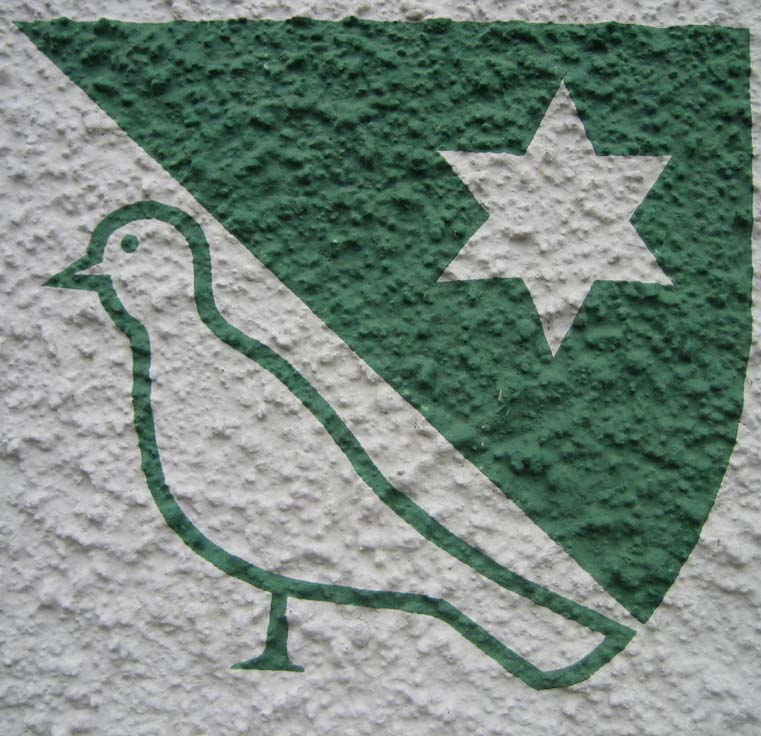
Alte Version des Zolliker Wappens